# Махтар Н'Діає
Махтар Н'Діає (фр. Makhtar N'Diaye, нар. 31 грудня 1981, Дакар) — сенегальський футболіст, що грав на позиції півзахисника.
Виступав, зокрема, за клуб «Ренн», а також національну збірну Сенегалу.

## Клубна кар'єра
Махтар народився в Дакарі та емігрував до Франції у молодому віці. Там він розпочав свою футбольну кар'єру в академії «Ренна». У 1998 році почав грати в резерві цього клубу, а в 1999 році він став членом першої команди і 13 жовтня дебютував у Лізі 1 у домашній перемозі 5:0 над «Седаном». У лютому 2000 року забив перший гол у французькому вищлму дивізіоні у зустрічі з «Гавром» (2:1). У «Ренні» був запасним гравцем, але в кожному сезоні він забив принаймні один гол в Лізі 1. У 2001 році зайняв з клубом 6-е місце в лізі, завдяки чому влітку зіграв у Кубку Інтертото.
Так і не ставши повноцінним основним гравцем, на сезон 2003/04 він був відданий в оренду в клуб Ліги 2 «Седан». Влітку він повернувся в «Ренн», але грав тільки за дублюючу команду в Аматорському чемпіонаті Франції, еквівалент четвертого дивізіону.
Влітку 2005 року Н'Діає поїхав до Швейцарії і став гравцем «Івердон Спорта», де провів один сезон, за результатом якого його клуб вилетів у другий за рівнем дивізіон. У 2006 році він був на перегляді в шотландському «Рейнджерсі» і влітку менеджер Поль Ле Гуен вирішив підписати однорічний контракт з Махтаром. Під керівництвом французького тренера він зіграв лише одну зустріч у шотландській Прем'єр-лізі, а після приходу у січні 2007 року новим тренером Волтера Сміта взагалі перестав залучатись до матчів першої команди і по завершенні сезону покинув клуб. В подальшому на професійному рівні більше не грав.

## Виступи за збірну
2001 року дебютував в офіційних матчах у складі національної збірної Сенегалу. На початку наступного року поїхав на Кубок африканських націй 2002 року у Малі, зігравши у трьох матчах, в тому числі і в програному Камеруну в серії пенальті фіналі, через що разом з командою здобув лише «срібло».
Влітку того ж року у складі збірної був учасником чемпіонату світу 2002 року в Японії і Південній Кореї. На ньому він був резервним гравцем і не зіграв жодної гри. 
Протягом кар'єри у національній команді, яка тривала 2 роки, провів у формі головної команди країни 16 матчів.

## Титули і досягнення
- Срібний призер Кубка африканських націй: 2002